# Viktoria Schwarz
Viktoria Schwarz est une kayakiste autrichienne née le 2 juillet 1985, pratiquant la course en ligne.

## Palmarès

### Jeux olympiques de canoë-kayak course en ligne
- 2008 à Pékin,  Chine
  - 9e en K-2 500 m

### Championnats du monde de canoë-kayak course en ligne
- 2010 à Poznań,  Pologne
  -  Médaille de bronze en K-2 500 m

- 2005 à Zagreb,  Croatie
  -  Médaille d'argent en K-2 500 m